# 5574 Seagrave
Az 5574 Seagrave (ideiglenes jelöléssel (5574) 1984 FS) a Naprendszer kisbolygóövében található aszteroida. Zdenka Vávrová fedezte fel 1984. március 20-án.